# Кас Сити (Мичиген)
Кас Сити (енгл. Cass City) град је у америчкој савезној држави Мичиген.

## Демографија
По попису из 2010. године број становника је 2.428, што је 215 (-8,1%) становника мање него 2000. године.
| Група             | 2000.         | 2010.         |
| Белци             | 2.554 (96,6%) | 2.313 (95,3%) |
| Афроамериканци    | 9 (0,3%)      | 6 (0,2%)      |
| Азијати           | 13 (0,5%)     | 11 (0,5%)     |
| Хиспаноамериканци | 33 (1,2%)     | 60 (2,5%)     |
| Укупно            | 2.643         | 2.428         |